# 저지 드레드

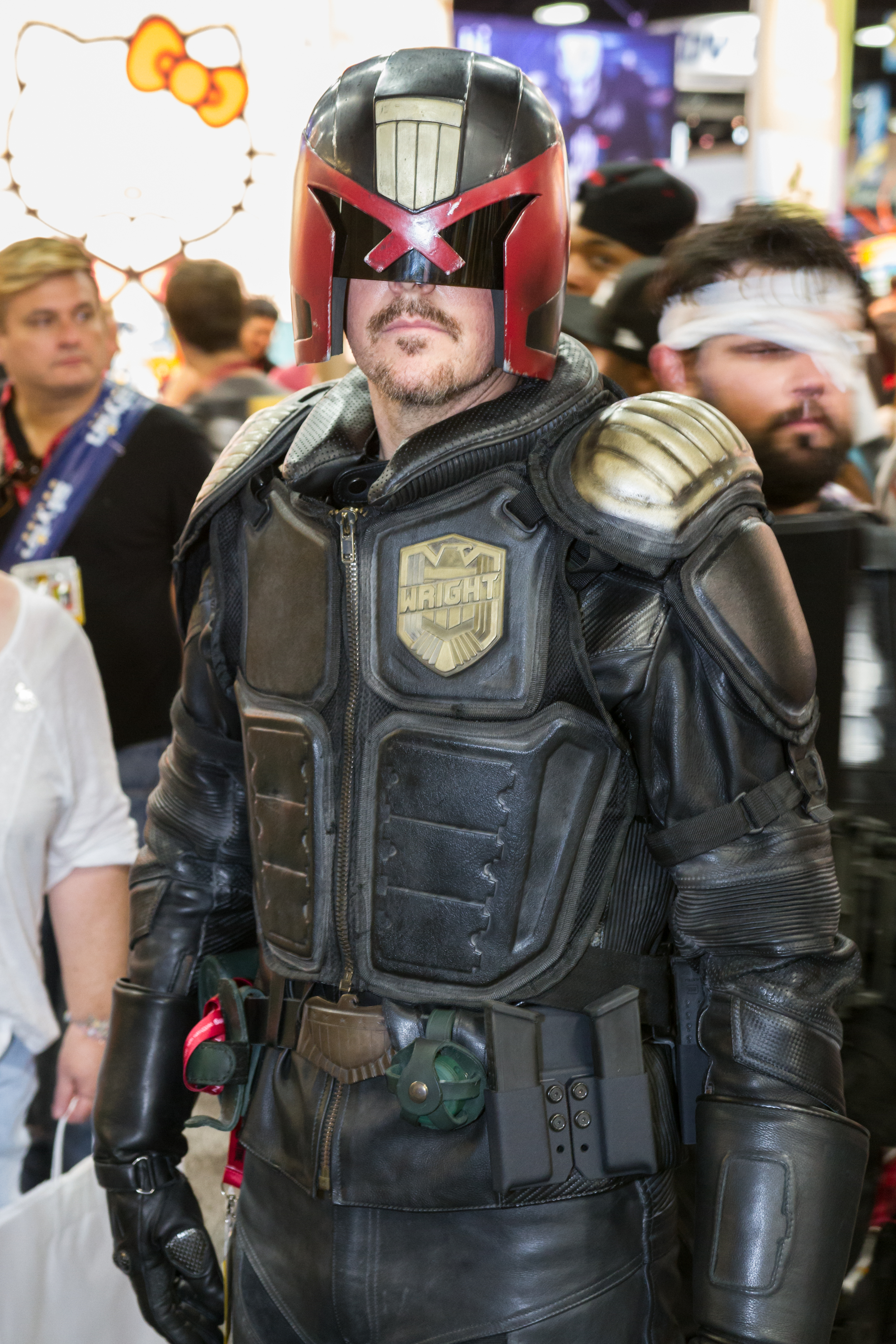

저지 드레드(Judge Dredd)는 1977년 플리트웨이에서 출간하는 만화 《2000 AD》에서 탄생한 영국의 만화 시리즈이자 등장인물이다. 어떤 이유로 인해 막장이 된 지구의 저주받은 사막 속 도시에서 근무하는 심판관(Judge) 드레드의 이야기를 그리고 있다. 드레드는 말 그대로 심판관이지만 경찰권, 재판권, 처형권 등의 직권을 가지고 있다. 이 만화를 바탕으로 한 동명의 영화가 1995년 개봉하였고, 2012년에도 동명의 리메이크 영화가 개봉하였다.